# Gustavo Aguerre

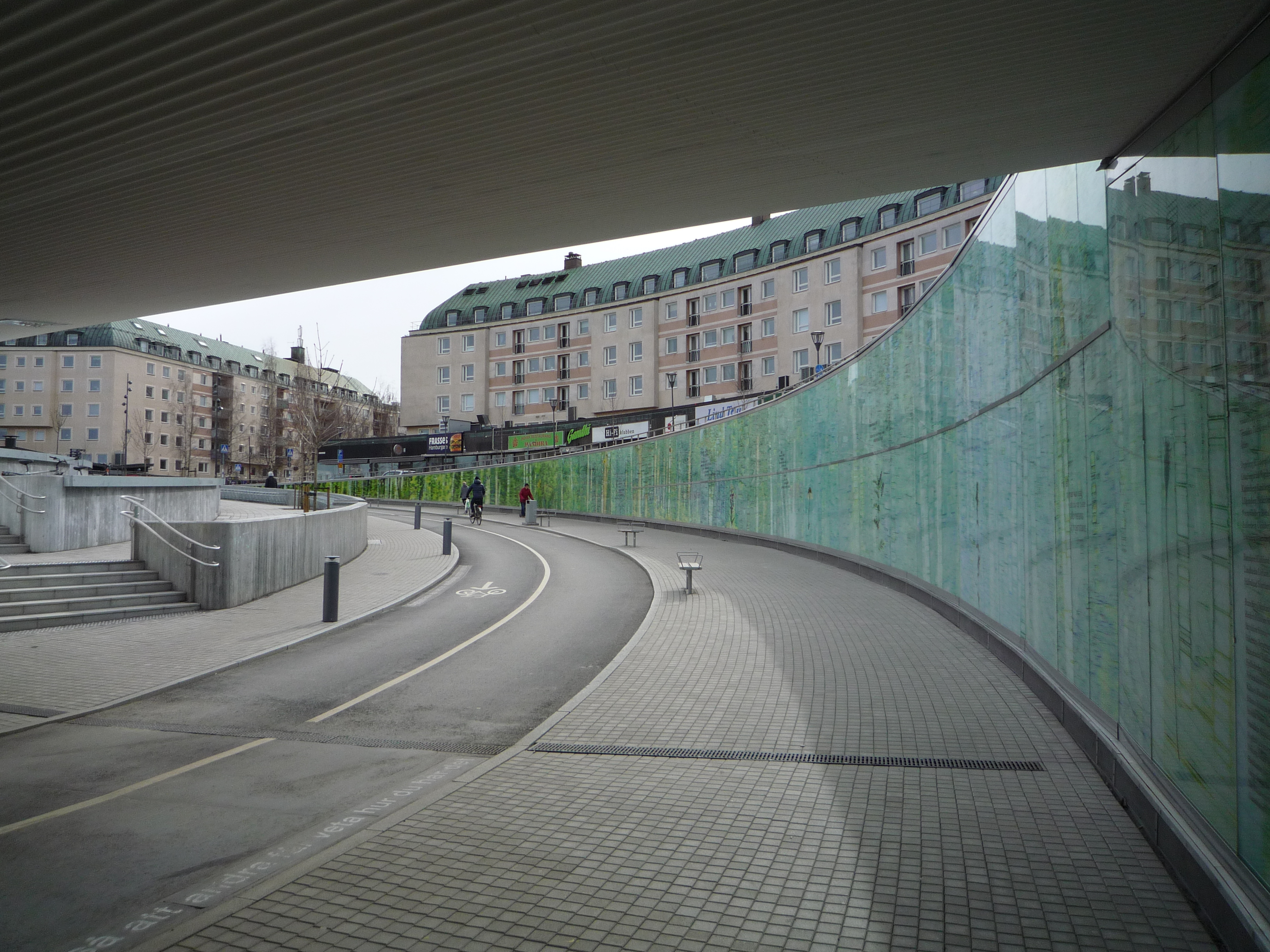
Lev! i Umeå.

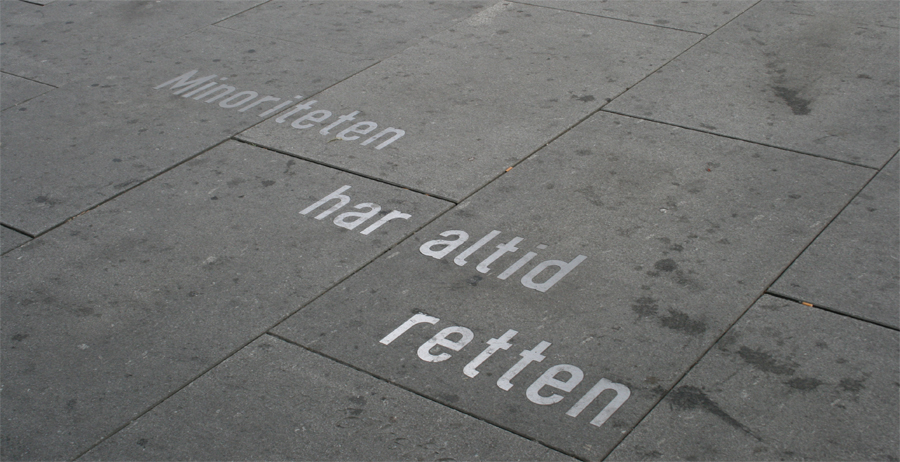
Ibsen Sitat i Oslo (från En folkefiende).

Gustavo Roberto Aguerre, född 1953 i Buenos Aires i Argentina, är en argentin/svensk konstnär.
Fotograf, bildkonstnär, filmregissör, scenograf, inredningsarkitekt, performansen artist, poet, författare, manusförfattare och skapare av musik/soundtrack. Han var också gästprofessor och masterexaminator vid Konsthögskolan vid Umeå universitet och gästprofessor vid Faculty of Biological Engineering vid Uppsala universitet. Han har kurerat ett flertal utställningar, bland annat Stockholms första internationella konstbiennal. Han har hållit otaliga föreläsningar, workshops, konferenser och seminarier. Han har fått Stockholms stads hederspris för sitt arbete Strindbergs citat på Drottninggatan. Arkitekturpriset i Nordsverige för hans arbete Lev! (Live!), en underjordisk passage i Umeå stad; Han har fått Kungliga Dramatiska Teaterns hedersmedalj för sitt konstnärliga arbete i den mycket kända institutionen.
Utforska några av hans konstverk i filmen Art for Real (cirka 30 års FA+-arbete) https://vimeo.com/97338697
Gustavo Aguerre föddes i Buenos Aires. Han lärde sig fotografi med mästerfotografen Angel Rezza vid 9 års ålder och studerade i 6 år. Han började arbeta som professionell fotograf vid 17 års ålder och skapade (bland annat) korta pedagogiska bildspel för förskola och ljusshower med filmer och bildprojektioner med rockgruppen Aquelarre.  Senare studerade han filmriktning med filmregissören Simon Feldman. 
1973 (mitt i en militär diktatur) började han publicera och regissera det underjordiska tidningen SoloSol med poesi, foto, teckningar, comix och intervjuer med konstnärer, musiker och filmskapare (det mesta förbjudet av militären). Det var det första underjordiska tidningen i sitt slag i Sydamerika och är representerat i samlingen av MoMA i New York. Hans första poesibok började tryckas, men han var tvungen att lämna landet i all hast.
Efter en lång resa genom Mellanöstern och Sydeuropa bosatte sig Aguerre i München där han studerade konst vid Akademie der Bildenden Künste (Konstakademin) med professor Jürgen Reipka. Han gjorde sin första fotoutställning i Tysklands första galleri för fotografisk konst. 
Han flyttade till Mallorca, Spanien där han gick med och skapade olika konst- och teater/performance grupper och deltog i otaliga föreställningar och konstutställningar både i konstutrymmen och på gatorna.
Han flyttade till Stockholm och började arbeta som scenkonstnär för Dramaten där han arbetade med Ingmar Bergman och många andra välkända teaterregissörer. 
Han skapade den öppna konst gruppen FA+ tillsammans med den svenska konstnären Ingrid Falk och samarbetade som grupp med många konstnärer, professorer och experter inom olika discipliner. Gruppen gjorde mer än 100 stora projekt. Det mest kända och inflytelserika projektet, The Universal Library, är deras mest spridda konstkoncept som skapar permanenta gatuinstallationer bestående av citat från kända lokala författare. Det har installerats på de centrala gatorna i Stockholm, Oslo, Köpenhamn, Prag, Buenos Aires, Umeå och andra städer. 
Aguerre representerade Sverige i de 17:e internationella konstbiennaler; hans arbete finns i samlingen av museerna för modern konst i New York, Stockholm, Malmö, Buenos Aires, Graz, Habana, bland andra, och i många privata samlingar. Aguerre är innehavare av flera svenska konststipendier och stipendier. 
För mer information titta på  https://gustavoa.se
.

## Offentliga verk i urval
- Citat av August Strindberg, rostfritt stål i gatubeläggning, Drottninggatan, Stockholm, 1998 (tillsammans med Ingrid Falk)
- Ibsen Sitat på Karl Johans gate i Oslo med citat av Henrik Ibsen, stål i gatubeläggning, 2005–08, (tillsammans med Ingrid Falk)
- Lev!, 170 meter glasvägg i tunnel mellan Umeå centralstation och stadsdelen Haga, 2012, med citat av Sara Lidman (tillsammans med Ingrid Falk)

Han skapade den öppna konst gruppen FA+ tillsammans med den svenska konstnären Ingrid Falk och samarbetade som grupp med många konstnärer, professorer och experter inom olika discipliner. Gruppen gjorde mer än 100 stora projekt. Det mest kända och inflytelserika projektet, The Universal Library, är deras mest spridda konstkoncept som skapar permanenta gatuinstallationer bestående av citat från kända lokala författare. Det har installerats på de centrala gatorna i Stockholm, Oslo, Köpenhamn, Prag, Buenos Aires, Umeå och andra städer. 
Aguerre representerade Sverige i de 17:e internationella konstbiennaler; hans arbete finns i samlingen av museerna för modern konst i New York, Stockholm, Malmö, Buenos Aires, Graz, Habana, bland andra, och i många privata samlingar. Aguerre är innehavare av flera svenska konststipendier och stipendier. 